# Großer Preis von Italien 1956
Der Große Preis von Italien 1956 (offiziell XXVII Gran Premio d’Italia) fand am 1. September auf dem Autodromo Nazionale di Monza in Monza statt und war das achte und letzte Rennen der Automobil-Weltmeisterschaft 1956. Der Grand Prix hatte auch den FIA-Ehrentitel Großer Preis von Europa.

## Bericht

### Hintergrund
Das Saisonfinale der Automobil-Weltmeisterschaft 1956 fand auf der Hochgeschwindigkeitsrennstrecke in Monza statt und entschied die Fahrerweltmeisterschaft zwischen dem Titelverteidiger Juan Manuel Fangio, Peter Collins und Jean Behra. Durch einen Ausfall Fangios bei diesem Rennen hätten sowohl Ferrari-Pilot Collins als auch Maserati-Pilot Behra die Chance auf den Fahrertitel gehabt. Hierfür wäre jedoch ein Sieg und die schnellste Rennrunde notwendig gewesen, für die es 1956 noch einen Punkt gab.
Das Rennen wurde in den drei vorangegangenen Jahren jeweils von Fangio gewonnen, womit er der einzige ehemalige Sieger des Rennens im Fahrerfeld war. Ferrari war zuvor dreimal beim Großen Preis von Italien erfolgreich, Maserati einmal.
Ferrari setzte für das letzte Saisonrennen sechs Wagen ein. Neben den vier Stammpiloten Fangio, Collins, Eugenio Castellotti und Alfonso de Portago, kamen zwei weitere Ferrari D50 für Luigi Musso und Wolfgang Graf Berghe von Trips zum Einsatz. von Trips fuhr sein erstes Formel-1-Rennen und wurde einige Jahre später erster deutscher Grand-Prix-Sieger in der Formel 1. Ein ähnliches Vorgehen bei der Fahrerwahl war auch bei Maserati zu beobachten, die ebenfalls sechs Wagen, vorwiegend für die Stammfahrer, einsetzte. Nachdem Cesare Perdisa noch immer verletzt war, bekam Umberto Maglioli dessen Cockpit und startete neben Behra, Stirling Moss, Luigi Villoresi und Paco Godia. Außerdem debütierte bei Maserati der Schwede Jo Bonnier. Dies war die erste Teilnahme eines Schweden bei einem Formel-1-Rennen und er wurde später der erste schwedische Sieger der Formel-1-Geschichte. Für Villoresi hingegen war es sein letztes Formel-1-Rennen.
Nach einem Rennen Pause nahm Vanwall wieder an einem Grand Prix teil mit den Piloten Piero Taruffi, Harry Schell und Maurice Trintignant. Taruffi zog sich nach dem Rennen aus der Formel 1 zurück und beendete 1957 im Alter von 51 Jahren seine Motorsportkarriere. Neben Vanwall trat auch das britische Team Connaught beim Rennen an. Drei Fahrzeuge wurden den Fahrern Les Leston, Ron Flockhart und Jack Fairman zur Verfügung gestellt, Leston fuhr erstmals in der Formel 1.
Das französische Team Gordini setzte drei Wagen ein, zwei Gordini Type 32 für Robert Manzon und Hernando da Silva Ramos und einen veralteten Gordini Type 16 für André Simon. Gordini lag in der Saison 1956 vermehrt im hinteren Feld und es fehlte ihnen an Konkurrenzfähigkeit. Diese Tatsache und die finanziellen Schwierigkeiten des Teams veranlassten einen Rückzug von Gordini aus der Formel 1 am Ende der Saison. Das Team war von der Automobil-Weltmeisterschaft 1950 an dabei, gewann zwar kein Rennen, holten aber oft Weltmeisterschaftspunkte. Mit dem Rückzug von Gordini verblieben lediglich Ferrari und Maserati von denjenigen Teams, die vom Beginn der Formel 1 an dabei waren. Für Silva Ramos und Manzon bedeutete dies das Karriereende, sie fanden ab 1957 keine neuen Teams. Toulo de Graffenried fuhr ebenfalls seinen finalen Grand Prix, er war einer der fünf Starter mit privaten Maserati 250F.

### Training
Das Training zum Großen Preis von Italien 1956 wurde wie für die Formel-1-Saison 1956 typisch, von Ferrari dominiert, die erneut die erste Startreihe belegten. Fangio deklassierte die Konkurrenz und fuhr mit acht Zehntelsekunden Vorsprung auf den zweitplatzierten Castellotti auf die Pole-Position. Dies gelang ihm in dieser Saison bereits zum sechsten Mal bei acht Rennen, beim Indianapolis 500 nahm Fangio nicht teil und beim Großen Preis von Großbritannien 1956 erzielte er dieselbe Zeit wie Moss, der von Platz eins aus ins Rennen ging. Musso komplettierte mit Position drei den Trainingserfolg der Scuderia Ferrari.
Hinter den Ferrari positionierte sich Taruffi im Vanwall, erst auf Position fünf kam Titelkandidat Behra als bester Maserati-Fahrer. Moss, der noch die Ambition auf den Vizefahrertitel hatte, qualifizierte sich auf Platz sechs, vor Collins. Die Top-10 wurden von Villoresi, Portago und Schell komplettiert.
Connaught und Gordini waren im Training nicht konkurrenzfähig, Fairman erzielte als bester Connaught-Fahrer Position 15, Silva-Ramos im besten Gordini lediglich Platz 20. von Trips verletzte sich bei seinem ersten Grand Prix bei einem Trainingsunfall und nahm somit nicht am Rennen teil, Bonnier fehlte hingegen beim Training, kam jedoch beim Rennen zu seinem Debüt.

### Rennen
Wie schon bei mehreren Rennen zuvor, setzte Fangio den Vorteil seiner Pole-Position nicht um und verlor am Start zwei Positionen. Castellotti ging zusammen mit Musso an Fangio vorbei und die beiden Fahrer lieferten sich daraufhin ein Duell, in dem Castellotti jedoch für vier Runden die Führung behauptete. Fangio wurde von Moss überholt, der in Runde vier die Führung des Rennens übernahm, da sowohl Castellotti als auch Musso einen frühen Boxenstopp einlegten. Durch den Zweikampf zerstörten sich beide die Reifen und brauchten bereits nach wenigen Runden neue. Mehrere Fahrer schieden bereits in der Anfangsphase des Rennens aus, Silva Ramos erlitt in seinem letzten Rennen in Runde zwei einen Motorschaden, Portago fiel in Runde fünf aufgrund eines Unfalles nach einem Reifenschaden aus und für Leston war das Rennen in derselben Runde wegen eines Aufhängungsschaden beendet. Bonnier, der den Wagen von Villoresi nach vier Runden übernahm, schied in Runde sechs ebenfalls mit einem Motorschaden aus.
Moss kämpfte gegen Fangio, Collins und Schell, war allerdings in der Lage sich bis zur Runde 10 gegen die Kontrahenten zu behaupten. Collins musste wie zuvor Castellotti und Musso an die Box um sich neue Reifen zu holen. Dadurch viel er mehrere Positionen zurück. Fangio hielt sich auf Position drei hinter Moss und Schell, da ihm diese Punkteplatzierung für den Fahrertitel gereicht hätte. Harry Schell ging in Runde 11 in Führung, verlor diese jedoch bereits eine Runde später wieder an Moss, der Platz eins anschließend bis zur Runde 45 innehatte. Schell war zu diesem Zeitpunkt der einzig verbleibende Vanwall-Fahrer im Rennen. Seine beiden Teamkollegen Trintignant und Taruffi schieden kurz nacheinander mit Aufhängungsschaden aus.
Kurz vor Halbzeit des Rennens gab es wichtige Vorentscheidungen für die Fahrerweltmeisterschaft. In Runde 22 schied Behra auf Platz drei liegend mit defekter Zündung aus und hatte somit keine Chance mehr an Fangio in der Fahrerweltmeisterschaft vorbeizuziehen. Er übernahm noch einmal in Runde 31 den Wagen seines Teamkollegen Maglioli, schied zehn Runden später aber erneut aus, diesmal mit einer defekten Lenkung. Fangio kam zu einem Reparaturboxenstopp, da seine Lenkstange gebrochen war. Man ließ ihn aussteigen und den Wagen reparieren, gab anschließend den Wagen jedoch nicht Fangio zurück, sondern Castellotti durfte weiterfahren. Für Fangio plante Ferrari hingegen, ihn den Wagen von Musso übernehmen zu lassen. Musso wurde an die Box beordert, doch er widersetzte sich der Teamorder und fuhr sein eigenes Rennen weiter. Dies war die Reaktion Mussos darauf, dass er bereits früher in der Saison zweimal seinen Wagen Fangio überlassen musste. Fangio stand somit ohne Wagen da und seinem Teamkollegen Collins reichte ein Sieg und die schnellste Rennrunde um Weltmeister zu werden. Musso lag zu diesem Zeitpunkt auf Platz zwei, nachdem Schell zum Nachtanken in der Box war. Musso verlor den zweiten Platz einige Runden später wieder an Schell, wurde aber erneut Zweiter, nachdem Schell in Runde 31 mit technischen Defekten ausschied.
Währenddessen sich Musso an den Führenden Moss herankämpfte kam Collins an die Box um die Reifen überprüfen zu lassen. Bei diesem Boxenstopp entschied er sich dann seinen Wagen an Fangio zu übergeben, als große sportliche Geste. Collins wurde mit dieser Aktion der einzige Formel-1-Fahrer der Geschichte, der freiwillig auf den Weltmeistertitel zugunsten seines Teamkollegen verzichtete. Collins begründete diese Entscheidung damit, dass er noch jung sei und noch viele Chancen habe Weltmeister zu werden. Dies war jedoch ein Irrtum, Collins knüpfte in den folgenden zwei Jahren nicht mehr an seine Erfolge 1956 an und verstarb zwei Jahre später durch einen Unfall beim Großen Preis von Deutschland 1958. Fangio war somit Fahrerweltmeister der Automobil-Weltmeisterschaft 1956. Es war sein insgesamt vierter Titel und erst in der Formel-1-Weltmeisterschaft 1993 stellte Alain Prost diesen Rekord ein. Außerdem markierte der Titelgewinn Fangios dritte Weltmeisterschaft in Folge, was Michael Schumacher erst in der Formel-1-Weltmeisterschaft 2002 erneut gelang.
Fünf Runden vor Schluss führte Moss vor Musso und Fangio, als bei Moss das Benzin knapp wurde. Er schaffte es nicht rechtzeitig zurück zur Box und blieb ohne Treibstoff auf der Strecke liegen. Luigi Piotti, der einen privaten Maserati fuhr unterstützte seinen Fahrerkollegen, indem er ihm ins Heck fuhr und Moss bis zur Box schob. Auch diese Aktion war in der Formel-1-Geschichte einmalig. Moss blieb vor Fangio und Musso übernahm für zwei Runden zum ersten Mal in seiner Karriere die Führung, als bei ihm die Lenkstange brach und er auf Höhe von Start und Ziel aus dem Rennen ausschied. Moss übernahm damit wieder die Führung und gewann das Rennen mit sechs Sekunden Vorsprung auf Fangio, der sich die Punkte mit Collins teilte. Für Moss bedeutete dieser Sieg die Vizeweltmeisterschaft, er zog im letzten Rennen noch an Behra und Collins vorbei.
Das Podium wurde komplettiert von Flockhart, der seine einzige Podiumsplatzierung erreichte. Zudem war es die einzige Podiumsplatzierung seines Teams Connaught in der Formel 1. Weitere Punkte erzielte Fairman auf Platz fünf für das Team, Godia erreichte Position vier.

## Meldeliste
| Team                      | Nr. | Fahrer                         | Chassis          | Motor           | Reifen |
| ------------------------- | --- | ------------------------------ | ---------------- | --------------- | ------ |
| Connaught Engineering     | 02  | Les Leston                     | Connaught Type B | Alta 2.5 L4     | P      |
| Connaught Engineering     | 04  | Ron Flockhart                  | Connaught Type B | Alta 2.5 L4     | P      |
| Connaught Engineering     | 06  | Jack Fairman                   | Connaught Type B | Alta 2.5 L4     | P      |
| Equipe Gordini            | 08  | Hernando da Silva Ramos        | Gordini Type 32  | Gordini 2.5 L8  | E      |
| Equipe Gordini            | 10  | Robert Manzon                  | Gordini Type 32  | Gordini 2.5 L8  | E      |
| Equipe Gordini            | 12  | André Simon                    | Gordini Type 16  | Gordini 2.5 L6  | E      |
| Scuderia Centro Sud       | 14  | Emmanuel de Graffenried        | Maserati 250F    | Maserati 2.5 L6 | P      |
| Vandervell Products Ltd   | 16  | Piero Taruffi                  | Vanwall VW56     | Vanwall 2.5 L4  | P      |
| Vandervell Products Ltd   | 18  | Harry Schell                   | Vanwall VW56     | Vanwall 2.5 L4  | P      |
| Vandervell Products Ltd   | 20  | Maurice Trintignant            | Vanwall VW56     | Vanwall 2.5 L4  | P      |
| Scuderia Ferrari          | 22  | Juan Manuel Fangio             | Ferrari D50      | Ferrari 2.5 V8  | E      |
| Scuderia Ferrari          | 22  | Eugenio Castellotti            | Ferrari D50      | Ferrari 2.5 V8  | E      |
| Scuderia Ferrari          | 24  | Eugenio Castellotti            | Ferrari D50      | Ferrari 2.5 V8  | E      |
| Scuderia Ferrari          | 26  | Peter Collins                  | Ferrari D50      | Ferrari 2.5 V8  | E      |
| Scuderia Ferrari          | 26  | Juan Manuel Fangio             | Ferrari D50      | Ferrari 2.5 V8  | E      |
| Scuderia Ferrari          | 28  | Luigi Musso                    | Ferrari D50      | Ferrari 2.5 V8  | E      |
| Scuderia Ferrari          | 30  | Alfonso de Portago             | Ferrari D50      | Ferrari 2.5 V8  | E      |
| Scuderia Ferrari          | 50  | Wolfgang Graf Berghe von Trips | Ferrari D50      | Ferrari 2.5 V8  | E      |
| Officine Alfieri Maserati | 32  | Jean Behra                     | Maserati 250F    | Maserati 2.5 L6 | P      |
| Officine Alfieri Maserati | 34  | Luigi Villoresi                | Maserati 250F    | Maserati 2.5 L6 | P      |
| Officine Alfieri Maserati | 34  | Joakim Bonnier                 | Maserati 250F    | Maserati 2.5 L6 | P      |
| Officine Alfieri Maserati | 36  | Stirling Moss                  | Maserati 250F    | Maserati 2.5 L6 | P      |
| Officine Alfieri Maserati | 38  | Paco Godia                     | Maserati 250F    | Maserati 2.5 L6 | P      |
| Officine Alfieri Maserati | 46  | Umberto Maglioli               | Maserati 250F    | Maserati 2.5 L6 | P      |
| Officine Alfieri Maserati | 46  | Jean Behra                     | Maserati 250F    | Maserati 2.5 L6 | P      |
| Luigi Piotti              | 40  | Luigi Piotti                   | Maserati 250F    | Maserati 2.5 L6 | P      |
| Scuderia Guastalla        | 42  | Gerino Gerini                  | Maserati 250F    | Maserati 2.5 L6 | P      |
| Gilby Engineering         | 44  | Roy Salvadori                  | Maserati 250F    | Maserati 2.5 L6 | D      |
| Bruce Halford             | 48  | Bruce Halford                  | Maserati 250F    | Maserati 2.5 L6 | D      |

Anmerkungen
1. 1 2  Fangio fuhr den Wagen 30 Runden, Castellotti 16 Runden.
2. 1 2  Collins fuhr den Wagen 35 Runden, Fangio 15 Runden.
3. 1 2  Villoresi fuhr den Wagen 4 Runden, Bonnier 3 Runden.
4. 1 2  Maglioli fuhr den Wagen 31 Runden, Behra 3 Runden.

## Klassifikationen

### Qualifying
| Pos. | Fahrer                         | Konstrukteur   | Zeit       | Start |
| ---- | ------------------------------ | -------------- | ---------- | ----- |
| 01   | Juan Manuel Fangio             | Ferrari        | 2:42,6     | 01    |
| 02   | Eugenio Castellotti            | Ferrari        | 2:43,4     | 02    |
| 03   | Luigi Musso                    | Ferrari        | 2:43,7     | 03    |
| 04   | Piero Taruffi                  | Vanwall        | 2:45,4     | 04    |
| 05   | Jean Behra                     | Maserati       | 2:45,6     | 05    |
| 06   | Stirling Moss                  | Maserati       | 2:45,9     | 06    |
| 07   | Peter Collins                  | Ferrari        | 2:46,0     | 07    |
| 08   | Luigi Villoresi                | Maserati       | 2:47,7     | 08    |
| 09   | Alfonso de Portago             | Ferrari        | 2:47,8     | 09    |
| 10   | Harry Schell                   | Vanwall        | 2:50,1     | 10    |
| 11   | Maurice Trintignant            | Vanwall        | 2:51,6     | 11    |
| 12   | Umberto Maglioli               | Maserati       | 2:52,7     | 12    |
| 13   | Roy Salvadori                  | Maserati       | 2:54,6     | 13    |
| 14   | Luigi Piotti                   | Maserati       | 2:58,6     | 14    |
| 15   | Jack Fairman                   | Connaught-Alta | 2:59,2     | 15    |
| 16   | Gerino Gerini                  | Maserati       | 3:02,6     | 16    |
| 17   | Paco Godia                     | Maserati       | 3:02,9     | 17    |
| 18   | Emmanuel de Graffenried        | Maserati       | 3:03,3     | 18    |
| 19   | Les Leston                     | Connaught-Alta | 3:04,3     | 19    |
| 20   | Hernando da Silva Ramos        | Gordini        | 3:04,8     | 20    |
| 21   | Bruce Halford                  | Maserati       | 3:05,0     | 21    |
| 22   | Robert Manzon                  | Gordini        | 3:06,6     | 22    |
| 23   | Ron Flockhart                  | Connaught-Alta | 3:08,1     | 23    |
| 24   | André Simon                    | Gordini        | 3:13,3     | 24    |
| DNS  | Wolfgang Graf Berghe von Trips | Ferrari        | keine Zeit | –     |

### Rennen
| Pos. | Fahrer                                 | Konstrukteur   | Runden | Stopps | Zeit       | Start | Schnellste Runde |
| ---- | -------------------------------------- | -------------- | ------ | ------ | ---------- | ----- | ---------------- |
| 01   | Stirling Moss                          | Maserati       | 50     |        | 2:23:41,3  | 06    | 2:45,5           |
| 02   | Peter Collins Juan Manuel Fangio       | Ferrari        | 50     |        | + 5,7      | 07    |                  |
| 03   | Ron Flockhart                          | Connaught-Alta | 49     |        | + 1 Runde  | 23    |                  |
| 04   | Paco Godia                             | Maserati       | 49     |        | + 1 Runde  | 17    |                  |
| 05   | Jack Fairman                           | Connaught-Alta | 47     |        | + 3 Runden | 15    |                  |
| 06   | Luigi Piotti                           | Maserati       | 47     |        | + 3 Runden | 14    |                  |
| 07   | Emmanuel de Graffenried                | Maserati       | 46     |        | + 4 Runden | 18    |                  |
| 08   | Juan Manuel Fangio Eugenio Castellotti | Ferrari        | 46     |        | + 4 Runden | 01    |                  |
| 09   | André Simon                            | Gordini        | 45     |        | + 5 Runden | 24    |                  |
| 10   | Gerino Gerini                          | Maserati       | 42     |        | + 8 Runden | 16    |                  |
| 11   | Roy Salvadori                          | Maserati       | 41     |        | + 9 Runden | 13    |                  |
| –    | Eugenio Castellotti                    | Ferrari        | 50     |        | DNF        | 02    |                  |
| –    | Luigi Musso                            | Ferrari        | 50     |        | DNF        | 03    |                  |
| –    | Umberto Maglioli Jean Behra            | Maserati       | 41     |        | DNF        | 05    |                  |
| –    | Harry Schell                           | Vanwall        | 31     |        | DNF        | 10    |                  |
| –    | Jean Behra                             | Maserati       | 22     |        | DNF        | 05    |                  |
| –    | Bruce Halford                          | Maserati       | 15     |        | DNF        | 21    |                  |
| –    | Maurice Trintignant                    | Vanwall        | 12     |        | DNF        | 11    |                  |
| –    | Piero Taruffi                          | Vanwall        | 11     |        | DNF        | 04    |                  |
| –    | Robert Manzon                          | Gordini        | 6      |        | DNF        | 22    |                  |
| –    | Luigi Villoresi Joakim Bonnier         | Maserati       | 6      |        | DNF        | 08    |                  |
| –    | Les Leston                             | Connaught-Alta | 5      |        | DNF        | 19    |                  |
| –    | Alfonso de Portago                     | Ferrari        | 5      |        | DNF        | 09    |                  |
| –    | Hernando da Silva Ramos                | Gordini        | 2      |        | DNF        | 20    |                  |
| DNS  | Wolfgang Graf Berghe von Trips         | Ferrari        | –      | –      | –          | –     | –                |

Anmerkungen
1. ↑  Berghe von Trips konnte aufgrund eines Trainingsunfalles nicht am Rennen teilnehmen

## WM-Stand nach dem Rennen
Die ersten fünf bekamen 8, 6, 4, 3 bzw. 2 Punkte; einen Punkt gab es für die schnellste Runde. Es zählten nur die fünf besten Ergebnisse aus acht Rennen.

### Fahrerwertung
| Pos. | Fahrer                  | Konstrukteur       | Punkte  |
| ---- | ----------------------- | ------------------ | ------- |
| 01   | Juan Manuel Fangio      | Ferrari            | 30 (33) |
| 02   | Stirling Moss           | Maserati           | 27 (28) |
| 03   | Peter Collins           | Ferrari            | 25      |
| 04   | Jean Behra              | Maserati           | 22      |
| 05   | Pat Flaherty            | Watson             | 8       |
| 06   | Eugenio Castellotti     | Ferrari            | 7,5     |
| 07   | Paul Frère              | Ferrari            | 6       |
| 08   | Sam Hanks               | Kurtis Kraft       | 6       |
| 09   | Francisco Godia-Sales   | Maserati           | 6       |
| 10   | Jack Fairman            | Connaught          | 5       |
| 11   | Ron Flockhart           | B.R.M. / Connaught | 4       |
| 12   | Luigi Musso             | Ferrari            | 4       |
| 13   | Mike Hawthorn           | Maserati / Vanwall | 4       |
| 14   | Don Freeland            | Phillips           | 4       |
| 15   | Alfonso de Portago      | Ferrari            | 3       |
| 16   | Harry Schell            | Vanwall / Maserati | 3       |
| 17   | Johnnie Parsons         | Kurtis Kraft       | 3       |
| 18   | Cesare Perdisa          | Maserati           | 3       |
| 19   | Olivier Gendebien       | Ferrari            | 2       |
| 20   | Hernando da Silva Ramos | Gordini            | 2       |
| 21   | Louis Rosier            | Maserati           | 2       |
| 22   | Dick Rathmann           | Kurtis Kraft       | 2       |
| 23   | Luigi Villoresi         | Maserati           | 2       |
| 24   | Horace Gould            | Maserati           | 2       |
| 25   | Chico Landi             | Maserati           | 1,5     |
| 26   | Gerino Gerini           | Maserati           | 1,5     |
| 27   | Paul Russo              | Kurtis Kraft       | 1       |
| 28   | André Pilette           | Gordini            | 0       |

| Pos. | Fahrer                  | Konstrukteur       | Punkte |
| ---- | ----------------------- | ------------------ | ------ |
| 29   | Luigi Piotti            | Maserati           | 0      |
| 30   | Élie Bayol              | Gordini            | 0      |
| 31   | Emmanuel de Graffenried | Maserati           | 0      |
| 32   | Robert Manzon           | Gordini            | 0      |
| 33   | Bob Gerard              | Cooper             | 0      |
| 34   | André Simon             | Maserati / Gordini | 0      |
| 35   | Roy Salvadori           | Maserati           | 0      |
| 36   | Óscar González          | Maserati           | 0      |
| –    | Alberto Uria            | Maserati           | 0      |
| –    | Carlos Menditéguy       | Maserati           | 0      |
| –    | José Froilán González   | Maserati           | 0      |
| –    | Maurice Trintignant     | Vanwall            | 0      |
| –    | Piero Scotti            | Connaught          | 0      |
| –    | Piero Taruffi           | Maserati           | 0      |
| –    | Desmond Titterington    | Connaught          | 0      |
| –    | Peter Collins           | Ferrari            | 0      |
| –    | Tony Brooks             | B.R.M.             | 0      |
| –    | Bruce Halford           | Maserati           | 0      |
| –    | Umberto Maglioli        | Maserati           | 0      |
| –    | Archie Scott-Brown      | Connaught          | 0      |
| –    | Paul Emery              | Emeryson           | 0      |
| –    | Jack Brabham            | Maserati           | 0      |
| –    | Ottorino Volonterio     | Maserati           | 0      |
| –    | Andre Milhoux           | Gordini            | 0      |
| –    | Giorgio Scarlatti       | Ferrari            | 0      |
| –    | Joakim Bonnier          | Maserati           | 0      |
| –    | Les Leston              | Connaught          | 0      |